# アレクサンダー・キース・ジョンストン (1844年生の地理学者)

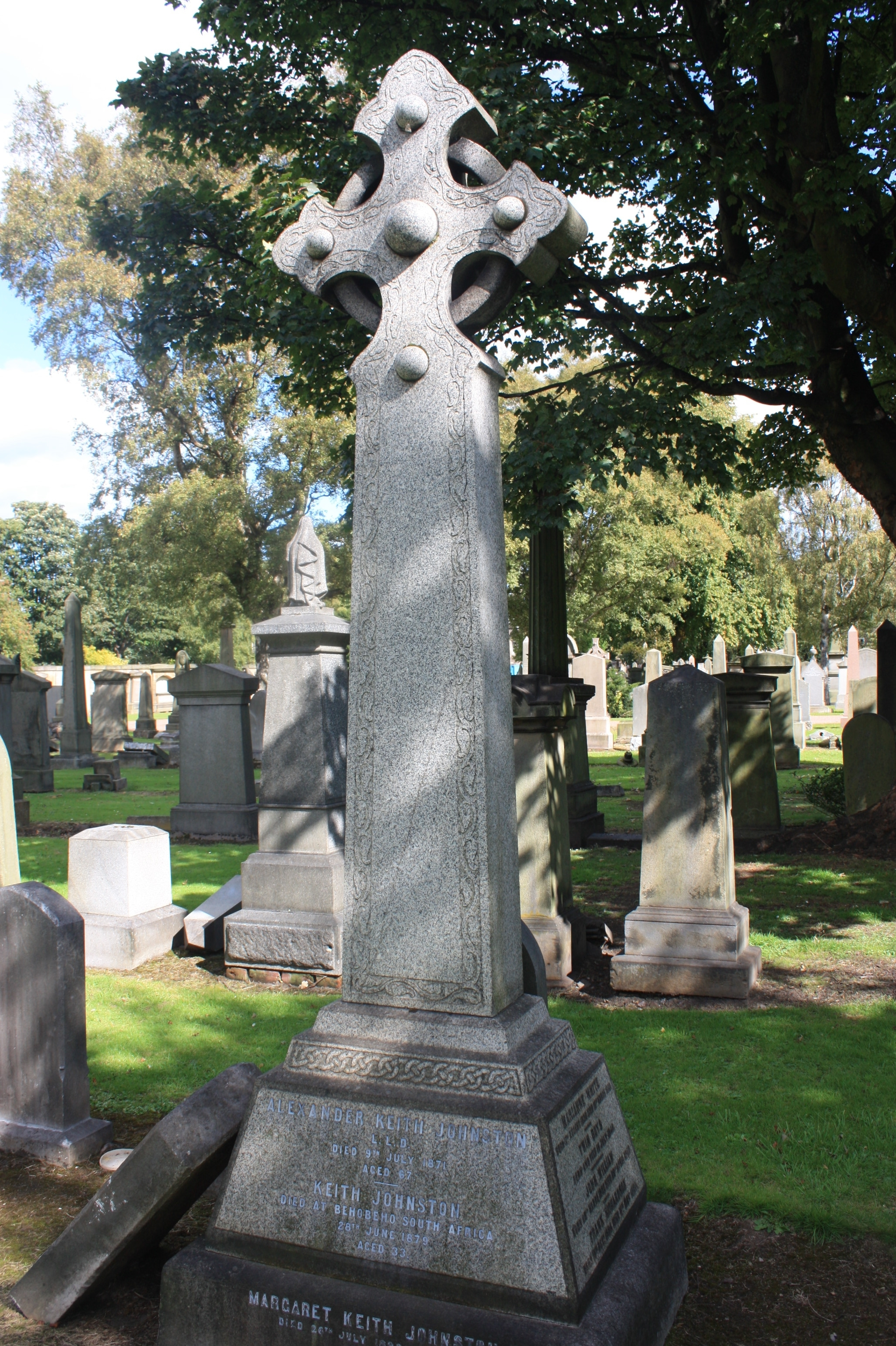
グランジ墓地にあるアレクサンダー・キース・ジョンストン父子の墓標。

アレクサンダー・キース・ジョンストン（Alexander Keith Johnston、1844年11月11日 - 1879年6月28日）は、エディンバラに生まれ、現在のタンザニアで没した、スコットランドの探検家、地理学者。
彼は、地理学者として著作を残した同名の父アレクサンダー・キース・ジョンストンと、母メアリ・グレイ (Mary Grey) の間の息子であった。
彼は、1873年から1875年にかけて、地理学者としてパラグアイにおける測量調査の仕事にあたった。その後、彼は、王立地理学会が派遣したニアサ湖（マラウイ湖）とタンガニーカ湖への遠征隊を率いることとなった。しかし、この遠征が始まって6ヵ月後、ジョンストンは南アフリカ（現在のタンザニア）のベホベホ (Beho Beho) でマラリアと赤痢のために死亡した。
彼の名は、エディンバラのグランジ墓地 (Grange Cemetery) にある、父の墓標に、併せて刻まれている。

## おもな著書
- Africa. Ed. and extended by Keith Johnston. With ethnolog. appendix by A. H. Keane. London: Stanford, 1878. Stanford’s Compendium of geography and travel.
- A short geography of Africa for the use of candidates at the Cambridge local and other examinations . 2. ed. London: Stanford, 1889.